# The Bitter End
Singles de Placebo
Black-Eyed This Picture
The Bitter End est une chanson du groupe de rock Placebo. C'est la cinquième piste de l'album Sleeping with Ghosts. Elle fut réalisée en single.
Le texte parle de la séparation d'un couple, d'un consentement finalement mutuel ; ce qui peut surprendre de la part de Placebo. L'amour une fois consumé, il ne reste plus qu'à y mettre fin et à se dire adieu en évoquant le bonheur passé. Enregistré en deux jours, The Bitter End est un titre très rock parmi les ballades anesthésiées de l'album Sleeping with Ghosts. Titre phare de l'album, il a contribué à un renouvellement du public de Placebo, attirant une nouvelle génération et élevant pour de bon le groupe à un statut mondial.

## Liste des titres du single
- Liste des titres CD1

1. The Bitter End
2. Daddy Cool
3. Teenage Angst (version piano)
4. The Bitter End video

- Liste des titres CD2

1. The Bitter End
2. Evalia
3. Drink You Pretty

- Liste des titres LP45

1. The Bitter End
2. Daddy Cool

## Utilisation
- Kaboom de Gregg Araki en 2010 : musique de fin.
- SSX 3 développé par EA Sports et édité par Electronic Arts en 2003 : une des nombreuses musiques lors des descentes (s'allonge ou se raccourcit en fonction de l'avancement du joueur dans sa descente).
- Justine Daaé du groupe Elyose en a fait une reprise début avril 2012